# Gorybia reclusa
Gorybia reclusa là một loài bọ cánh cứng trong họ Cerambycidae.